# 宜昌薹草
宜昌薹草（学名：Carex ascocetra）是莎草科薹草属的植物。分布在台湾、朝鲜南部、日本以及中国大陆的贵州、四川、湖南、浙江、陕西、湖北等地，生长于海拔125米至1,100米的地区，一般生于潮湿处、低山林下以及路旁，目前尚未由人工引种栽培。

## 别名
宝岛宿柱苔（台湾植物志）